# Krüselinsee
Der Krüselinsee (auch nur als Krüselin bezeichnet) ist ein mesotropher See im Landkreis Mecklenburgische Seenplatte im Osten Mecklenburgs.

## Entstehung
Der See, im Sandergebiet ist am Ende der Weichseleiszeit durch das Abschmelzen der Eismassen entstanden.

## Lage
Der See in Mecklenburg-Vorpommern liegt im Landkreis Mecklenburgische Seenplatte im Naturpark Feldberger Seenlandschaft und der gleichnamigen Gemeinde südöstlich von deren Hauptort Feldberg. Das Ostufer des Sees gehört zum Land Brandenburg. Im Nordteil befindet sich eine kleinere Insel. Am Südende liegt eine Ausflugsgaststätte mit Herberge, die Krüseliner Mühle. Das Seeufer ist recht hügelig; die Ost- und Nordufer sind bewaldet. Ungefähr zwei Kilometer nordwestlich vom See befindet sich die Dorfwüstung Krüselin, die nach dem See benannt wurde. Der See gehört zum Naturschutzgebiet Krüselinsee und Mechowseen.

## Beschreibung
Der Krüselinsee ist 1700 Meter lang und 650 Meter im Norden sowie 300 Meter im Süden breit. Er ist der klarste See der Feldberger Seen und unterscheidet sich von deren Kerngruppe durch seine eindeutige Abflussrichtung. Seine Sichttiefe beträgtn etwa 12 Meter. Der See wird durch Bandquellen vom etwa zehn Meter höher gelegenen Dreetzsee aus bewässert. Er entwässert über den Mechowbach in den Großen Küstrinsee des Lychener Gewässers, das in die Havel mündet, damit über die Elbe in die Nordsee entwässert.

## Geschichte
Ursprünglich lag der Wasserstand des Krüselinsees zirka 3 bis 4 Meter tiefer als heute. Der See in heutiger Form ist wahrscheinlich erst um das Jahr 1275 entstanden. Da wurde eine Amts- und später auch Scheidemühle für Feldberg errichtet. Diese Anlage bestand bis 1956. Sie konnte damals bis zu 15 Stunden am Tag mahlen, ohne dass das Freiwasser trocken fiel. 1960 wurde der Zeltplatz Thomsdorf C 86 in Betrieb genommen, der bis zum Krüselin reichte. Diese Erweiterung wurde aber Anfang der 1970er Jahre zurückgenommen. 1971 wurde der See für Boote mit Verbrennungsmotor gesperrt. 1975 wurden 150 Hektar inklusive des  Krüselinsees als Naturschutzgebiet ausgewiesen. 1979 wurde der Abfluss aus dem See verrohrt, tiefer gelegt und ein Tosbecken gebaut. Während dieser Zeit wurde der Wasserstand auf 26 cm unter die Scharkante abgesenkt. Der Hintergrund hierfür lag unter anderem darin, die Forellenzuchtanlage an der Kolbatzer Mühle ausreichend mit Wasser zu versorgen.

## Quelle
- Topografische Karte 1:100 000: C 2746 Prenzlau (Landesvermessungsamt Mecklenburg-Vorpommern)

## Bilder

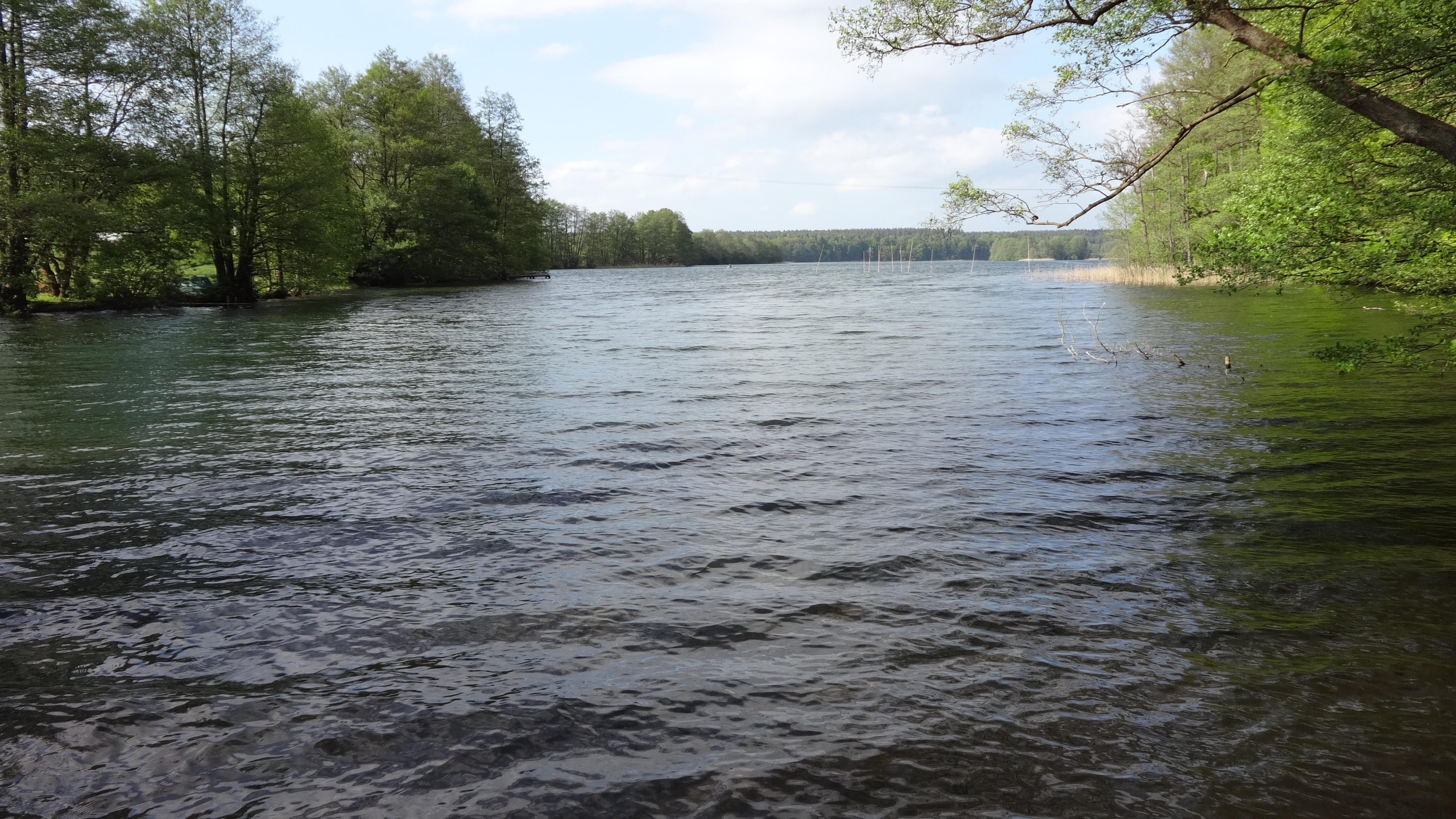
Krüselin von Süd
Wehr an der Krüseliner Mühle mit den drei Ablassstufen